# Secretos de villanas
Secretos de villanas es un programa de telerrealidad de habla hispana creado por Canela Media y Rubén Consuegra y Enrique Sapene de River Waves Productions para Canela.TV.

## Producción
El programa fue anunciado por primera vez en agosto de 2022. Documenta a seis actrices mexicanas reconocidas por sus personajes antagónicos durante unas vacaciones en Cabo San Lucas, México. La primera parte fue estrenada el 20 de octubre de 2022 como una reunión de 3 episodios, llevada a cabo por Enrique Sapene. La segunda parte se estrenó una semana después bajo el seudónimo "Las Vacaciones", con la participación de Spanic, Klitbo, Moussier, Bazán, Mujica y Mintz.
En enero de 2023, Canela.TV renovó el programa para una segunda temporada. El 11 de agosto de 2023, se confirmó la adición de Laura Zapata con el regreso de las seis originales. Fue filmada en una mansión en Kelowna (Canadá) y estrenada el 26 de octubre de 2023.
En marzo de 2024, se renovó el programa para una tercera temporada y se hizo pública la adición de Catherine Siachoque. Bazán y Mintz no regresarían esta temporada. Fue filmada en Marbella (Málaga, España). Fue estrenada el 10 de octubre de 2024.

## Reparto
| Reparto             | Temporadas | Temporadas | Temporadas |
| Reparto             | 1          | 2          | 3          |
| ------------------- | ---------- | ---------- | ---------- |
| Aylín Mujica        | Principal  | Principal  | Principal  |
| Cynthia Klitbo      | Principal  | Principal  | Principal  |
| Gabriela Spanic     | Principal  | Principal  | Principal  |
| Geraldine Bazán     | Principal  | Principal  |            |
| Sabine Moussier     | Principal  | Principal  | Principal  |
| Sarah Mintz         | Principal  | Principal  |            |
| Laura Zapata        |            | Principal  | Principal  |
| Catherine Siachoque |            |            | Principal  |

## Episodios
| Temporada | Temporada | Episodios | Episodios               | Lanzamiento original  | Lanzamiento original    |
| Temporada | Temporada | Episodios | Episodios               | Primera emisión       | Última emisión          |
| --------- | --------- | --------- | ----------------------- | --------------------- | ----------------------- |
|           | 1         | 12        | 3                       | 20 de octubre de 2022 | 3 de noviembre de 2022  |
| 9         | 1         | 12        | 17 de noviembre de 2022 | 12 de enero de 2023   |                         |
|           | 2         | 10        | 10                      | 26 de octubre de 2023 | 21 de diciembre de 2023 |
|           | 3         | 10        | 10                      | 10 de octubre de 2024 | 12 de diciembre de 2024 |

### Temporada 1 (2022–2023)
| N.º en serie | N.º en temp. | Título                              | Fecha de lanzamiento original |
| ------------ | ------------ | ----------------------------------- | ----------------------------- |
| 1            | 1            | «Las villanas también lloran»       | 20 de octubre de 2022         |
| 2            | 2            | «Las villanas sí tienen madre»      | 27 de octubre de 2022         |
| 3            | 3            | «Villana solo hay una»              | 3 de noviembre de 2022        |
| 4            | 4            | «Sólo lo que merezco»               | 17 de noviembre de 2022       |
| 5            | 5            | «No estás sola»                     | 24 de noviembre de 2022       |
| 6            | 6            | «Este mundo es de las mujeres»      | 1 de diciembre de 2022        |
| 7            | 7            | «No estamos grabando La Usurpadora» | 8 de diciembre de 2022        |
| 8            | 8            | «¡Sorpresa!»                        | 15 de diciembre de 2022       |
| 9            | 9            | «Despiértame cuando terminen»       | 22 de diciembre de 2022       |
| 10           | 10           | «Este guion es para película»       | 29 de diciembre de 2022       |
| 11           | 11           | «Villanas y amigas»                 | 5 de enero de 2023            |
| 12           | 12           | «La última cena»                    | 12 de enero de 2023           |

### Temporada 2 (2023)
| N.º en serie | N.º en temp. | Título                         | Fecha de lanzamiento original |
| ------------ | ------------ | ------------------------------ | ----------------------------- |
| 13           | 1            | «Sorpresas te da la vida»      | 26 de octubre de 2023         |
| 14           | 2            | «Las verdades en la cara»      | 2 de noviembre de 2023        |
| 15           | 3            | «Los hijos son sagrados»       | 9 de noviembre de 2023        |
| 16           | 4            | «¡Supéralo!»                   | 16 de noviembre de 2023       |
| 17           | 5            | «¡Qué amistades, cariño!»      | 23 de noviembre de 2023       |
| 18           | 6            | «Mi voz es muy importante»     | 30 de noviembre de 2023       |
| 19           | 7            | «Vibrando alto»                | 7 de diciembre de 2023        |
| 20           | 8            | «La venganza de la Usurpadora» | 14 de diciembre de 2023       |
| 21           | 9            | «¿Cómo durmieron?»             | 21 de diciembre de 2023       |
| 22           | 10           | «La vida es complicada»        | 21 de diciembre de 2023       |

### Temporada 3 (2024)
| N.º en serie | N.º en temp. | Título                                   | Fecha de lanzamiento original |
| ------------ | ------------ | ---------------------------------------- | ----------------------------- |
| 23           | 1            | «¡Bienvenida!»                           | 10 de octubre de 2024         |
| 24           | 2            | «¡Todas somos villanas!»                 | 17 de octubre de 2024         |
| 25           | 3            | «El tesoro escondido»                    | 24 de octubre de 2024         |
| 26           | 4            | «¿Bipolares, tripolares o multipolares?» | 31 de octubre de 2024         |
| 27           | 5            | «Todas somos mujeres»                    | 7 de noviembre de 2024        |
| 28           | 6            | «¿Quiénes son estos hombres?»            | 14 de noviembre de 2024       |
| 29           | 7            | «Día de tregua»                          | 21 de noviembre de 2024       |
| 30           | 8            | «El siguiente round»                     | 28 de noviembre de 2024       |
| 31           | 9            | «Vibrar en la misma sintonía»            | 5 de diciembre de 2024        |
| 32           | 10           | «La despedida»                           | 12 de diciembre de 2024       |

## Recepción
Desde su estreno, "Secretos de Villanas" se ha posicionado como el programa más visto en Canela.TV, convirtiéndose en el barco insignia de la plataforma debido a su popularidad sostenida. Este éxito significativo no solo ha captado la atención del público, sino que también ha impulsado la confirmación de un spin-off en 2023, titulado Secretos de las indomables.